# Isoliquiritigenina 2'-O-metiltransferasi
La isoliquiritigenina 2'-O-metiltransferasi è un enzima appartenente alla classe delle transferasi, che catalizza la seguente reazione:
S-adenosil-L-metionina + isoliquiritigenina ⇄ S-adenosil-L-omocisteina + 2'-O-metilisoliquiritigenina
L'enzima non è uguale alla licodione 2'-O-metiltransferasi (numero EC 2.1.1.65). Mentre questo enzima può usare il licodione come substrato, infatti, la licodione 2'-O-metiltransferasi non è in grado di utilizzare la isoliquiritigenina.